# 藤原扶幹
藤原扶幹（日语：／ Fujiwara no Sukemoto，869年—938年8月8日）是日本平安時代前期至中期公卿，藤原北家右大臣藤原内麻呂的玄孫，駿河守藤原村椙的次子，官位為從三位大納言，追贈正二位。

## 生涯
貞觀11年（869年），扶幹出生。其後，他歷任周防掾、近江權少掾和中務少丞後於仁和3年（887年）升上從五位下。宇多天皇即位後，扶幹先後擔任兵部少輔和民部少輔，其後於寬平7年（895年）轉至信濃國擔任信濃守。
醍醐天皇即位後，扶幹繼續擔任地方官，先後出任了常陸介和上野介。延喜14年（914年），藤原忠平升任為右大臣，成為首席太政官，作為其側近的扶幹亦因而在延喜15年（915年）升至正五位下，並且出任權右中辨，重返平安京。其後，他在延喜16年（916年）升任右中辨、延喜17年（917年）升至從四位下、延喜21年（921年）升左中辨、延喜22年（922年）升至從四位上以及在延喜23年（923年）60歲的扶幹升任為參議，位列公卿。同年4月，忠平之妹藤原穩子獲冊封為中宮後，扶幹亦兼任中宮大夫，其後他作為議政官亦先後兼任太宰大貳和左大辨。
朱雀天皇即位後，扶幹在承平2年（932年）升至正四位上、承平3年（933年）升至從三位中納言以及最終在承平7年（937年）升至大納言。天慶元年（938年）6月，他向朝廷致仕獲准，並且在同年7月10日（938年8月8日）死去，最終官位為致仕大納言從三位。另外，在延長8年（931年）至天慶元年（938年）期間，扶幹作為源氏長者擔任淳和獎學兩院別當。

## 人物
扶幹是《二中歷》中記載的其中一位名臣。另外，他也是勅撰歌人，有一首作品收錄於《後撰和歌集》。

## 官歷
- 元慶9年
  - 正月19日（885年2月7日）：周防掾。
  - 2月20日（885年3月10日）：近江權少掾。
- 仁和2年2月21日（886年3月30日）：中務少丞。
- 仁和3年5月17日（887年6月12日）：從五位下（陽成天皇即位）。
- 寬平2年2月27日（890年3月21日）：兵部少輔。
- 寬平4年5月23日（892年6月21日）：民部少輔。
- 寬平7年正月11日（895年2月9日）：信濃守。
- 昌泰4年
  - 正月7日（901年1月29日）：從五位上。
  - 2月19日（901年3月12日）：常陸介。
- 延喜9年正月11日（909年2月4日）：上野介。
- 延喜15年
  - 正月7日（915年1月24日）：正五位下。
  - 正月12日（915年1月29日）：權右中辨。
- 延喜16年3月28日（916年5月2日）：右中辨。
- 延喜17年
  - 正月29日（917年2月23日）：右中辨兼山城守。
  - 11月17日（918年1月2日）：從四位下（朔旦冬至）。
- 延喜21年
  - 正月30日（921年3月12日）：左中辨。
  - 3月15日（921年4月25日）[6]：左中辨兼勘解由長官。
- 延喜22年正月7日（922年2月6日）：從四位上。
- 延喜23年正月12日（923年1月31日）[7]：參議兼勘解由長官。
- 延長元年4月26日（923年5月14日）：參議兼中宮大夫。
- 延長2年2月1日（924年3月8日）：參議兼中宮大夫、讚岐權守。
- 延長3年正月30日（925年2月25日）：參議兼中宮大夫、太宰大貳。
- 延長8年12月17日（931年1月8日）：參議兼左大辨。
- 延長9年（931年）參議兼左大辨、近江守。
- 承平2年
  - 正月7日（932年2月15日）：正四位下。
  - 正月21日（932年2月29日）：參議兼左大辨、伊予守。
- 承平3年2月13日（933年3月11日）：從三位中納言。
- 承平6年8月15日（936年9月3日）：中納言兼陸奧按察使（日语：陸奥按察使）。
- 承平7年3月28日（937年5月11日）：大納言兼陸奧按察使。
- 天慶元年
  - 6月29日（938年7月28日）：致仕。

## 系譜
- 父：藤原村椙
- 母：榎井島長之女
- 妻：榎井島丸之女
  - 男子：藤原合間
- 生母不詳的子女
  - 女子：藤原元名（日语：藤原元名）室